# Џин Смарт
Џин Елизабет Смарт (енгл. Jean Smart; Сијетл, 13. септембар 1951) је америчка филмска, телевизијска и позоришна глумица. Након што је започела своју каријеру у регионалном позоришту на пацифичком северозападу, појавила се на Бродвеју. Била је номинована за Тони награду за најбољу глумицу у представи Човек који је дошао на вечеру, на Бродвеју 2000. године, и освојила две Еми награде за улогу Лане Гарденер на Ен-Би-Си са комичном серијом Фрејжер (2000-01) и трећи Еми 2008. године за улогу Реџине Њули на Еј-Би-Сију.

## Младост
Џин је рођена и одрасла у Сијетлу, у Вашингтону, кћерки је Каи и Дагласа Смарта. Она је друга од четворо дјеце. Дијагностикован јој је дијабетес типа 1 када је имала тринаест година. Дипломирала је 1969. године у средњој школи Балард у Сијетлу.

## Каријера

#### 1975—1984: Рани рад; Позориште
По завршетку факултета, Смарт је започела своју каријеру када се појавила у регионалном позоришту широм Пацифичког сјеверозапада, укључујући и Вашингтон, Аљаску и Орегон. Средином седамдесетих година преселила се у Њујорк са пријатељем са факултета и другом глумицом Елизабет Вингејт (Лавери) и почела да ради на Бродвеју.

#### 1985—1999: Пројекти; филм
Године 1985. Џин је добила у главну улогу у комедијској серији Жена дизајнер, улогу коју је играла од почетка 1986. године до своје пете сезоне. Након што је напустила серију, њен рад се углавном концентрисао на филмове направљене за телевизију. Следеће године појавила се у породичној драми Хоумворд Баунд: Невероватно путовање (1993), а као Ори Бактер у телевизијској верзији Године (1994). Била је тада гост као Сали Брутон у телевизијским минисеријама Скарлет (1995), а појавила се као подршка у филму Брејди Банч (1995). Она се такође појавила у телевизијском филму Странци у граду (1995), где је у главној улози Грегори Хајнс.

#### 2000—2011: Телевизија и успјех као критичар
Године 2000, Смарт се прославила са улогом Лане Гарднер у хит серији Фрејжер, постављеној у њеном родном граду Сијетлу. Освојила је две Еми награде за најбољу гостујућу глумицу у тој серији. Размишљајући о улози, Смарт је рекла: "Пуно сам вољела ту улогу, нарочито прву епизоду. Лијепо је бити номинован за нешто на шта сте посебно поносни."
Од 2002. до 2007. године она је посуђивала глас докторке Ен Опаснић у Ким Опаснић, а такође је посудила глас лику из анимиране серије Облови. Године 2004. она је поновила њену улогу Ребе Хејердах на дјечијем каналу Никлодион у серији Хеј Арнолд!

#### 2012—данас: Фарго и други пројекти
Године 2012, Смарт је номинована за Еми награду за најбољу гостујућу глумицу у драмској серији, за улогу у Харијевом закону. Затим је имала улогу у филму :"Зови ме лудом" (2013)
2015. години, Смарт је глумила у другој сезони ФКС телевизијске серије, Фарго, улози Флојд Герхарт, чији муж је најистакнутији организатор криминала, а Фарго је присиљена да преузме након што јој је муж претрпио јак мождани удар. Касније сама мора водити династију Герхард и бавити се са три жива сина, од којих се сваки труди да замени свог оца. За њену изведбу, Смарт је освојила награду за најбољу супругу глумицу у филму / Минисерији, а номинована је за Еми награду за најбољу споредну женску улогу у мини-серији или ТВ филму.
У 2016. години Смарт је имала улогу у филму Рачуновођа (2016), поред Бена Афлека, уз учешће Ане Кендрик и Џона Литгоуа.

## Лични живот
Џин је удата за глумца Ричарда Гилиланда, кога је упознала док је радила на сету Жена дизајнер. Имају сина Конора Дагласа (рођеног 1989. године), и кћерку Бони Кетлин (усвојен као беба из Кине у мају 2009. године). Гилиланд је играо капетана Стен Котера, у серији 24, у којој је каснији и Џин играла.